# 国鉄タ3050形貨車
国鉄タ3050形貨車（こくてつタ3050がたかしゃ）は、かつて日本国有鉄道（国鉄）に在籍した私有貨車（タンク車）である。

## 概要
1952年（昭和27年）6月30日にタム100形より2両（タム1166,タム1175→タ3050 - タ3051）の専用種別変更（濃硝酸→ホルマリン）が行われ、形式名は新形式であるタ3050形と定められた。その後1953年（昭和28年）7月17日から1964年（昭和39年）4月30日にかけてタ2900形、タ3300形、タム100形より40両の専用種別変更が行われ本形式に編入された。以上合計42両（タ3050 - タ3091）がタ3050形として運用されたが、本形式に編入後他形式（タ2900形）へ改造された車両も存在するので42両同時にそろう事はなかった。
本形式の他にホルマリンを専用種別とする形式には、タム3050形（63両）、タサ5100形（1両）、タキ8000形（28両）、タキ9700形（2両）、タキ14900形（5両）の5形式が存在した。
落成時の所有者は、日新化学工業、東洋高圧工業、住友化学工業の3社であった。
車体色は銀色、寸法関係は種車により若干の違いがあり一例として全長は7,800 mm、軸距は3,800 mm、実容積は10.3 m3、自重は8.8 t - 9.6 t、換算両数は積車2.4、空車1.0である。
走行装置は当初、一段リンク式であったが、大半の車両が二段リンク式に改造された。
1978年（昭和53年）8月1日に最後まで在籍した2両（タ3070,タ3075）が廃車となり同時に形式消滅となった。